# Estadio Cacique Diriangén
El Estadio Cacique Diriangén es un estadio de fútbol ubicado en la ciudad de Diriamba, Nicaragua, y es sede oficial de los equipos masculino y femenino de Primera División del Diriangén Fútbol Club.

## Inauguración
Inaugurado oficialmente en 1992 durante la administración de doña Violeta Barrios de Chamorro como Presidenta de La República.
Está edificado en lo que fueron 6 canchas de fútbol del "Instituto Pedagógico de Diriamba" (IPD), siendo la orientación de la cancha de norte a sur. 
Totalmente delimitado tanto el terreno de juego como el inmueble en general, dispone de las medidas (102 × 65 m) requeridas no solo para juegos de Primera División sino para encuentros de carácter internacional, virtud que le ha servido para ser considerado por muchos años como el único Estadio de Fútbol con características apropiadas para encuentros oficiales tanto a nivel de equipos como de selecciones nacionales en sus diversas categorías.
Actuó como sede oficial de la Selección de fútbol de Nicaragua, antes de la inauguración del Estadio Nacional de Fútbol de Nicaragua en Managua. Actualmente es el segundo estadio de fútbol con mayor capacidad del país con un aforo para 8 mil espectadores.

## Remodelación
En 2017, con motivo del Centenario de fundación del Diriangén FC fue remodelado parcialmente, colocando luces y grama de primer nivel. 
Actualmente se encuentra en buen estado de conservación, su uso se reduce regularmente a juegos de los equipos de Diriamba que participan en la primera división nacional (masculino y femenino).
Dado al mal estado de las otras canchas, en este Estadio se juegan las fases finales de las otras categorías que no ven acción regularmente en dicha instalación,a como son la Tercera División Municipal Federada, Liga Independiente, Liga Campesina y Liga Papy Futbol.

### Partidos históricos
En este estadio se han jugado encuentros importantes como:
- Victoria del Diriangén 3 x 2 a la Liga Deportiva Alajuelense (LDA) de Costa Rica.
- Victoria del Diriangén sobre AFC Euro Kickers de Panamá.
- Cuadrangular de Campeones de Clubes UNCAF 2004 Saprissa (Costa Rica), CD FAS (El Salvador), Diriangén FC y Real Estelí.
- Primera Edición del Torneo Sub-16 de la UNCAF año 2006.
- Empate de la Selección de fútbol de Nicaragua con la Selección mayor de San Vicente y las Granadinas.

También, fue sede de partido de eliminatorias a la Copa del Mundo 2001 de la Selección de fútbol de Nicaragua contra su similar de Honduras el 16 de abril de 2000. 
- Datos: Q1354024